# Gavriil Sarytchev
Pour les articles homonymes, voir Sarytchev.
Gavriil Andreïevitch Sarytchev (en russe : Гавриил Андреевич Сарычев), né en 1763 à Saint-Pétersbourg et mort le 30 juin 1831, est un explorateur russe, navigateur, hydrographe, cartographe, amiral (1829), membre honoraire (1809) de l'Académie des sciences de Russie à Saint-Pétersbourg, gouverneur militaire de Kronstadt, ministre de la Marine de 1829 à 1830.

## Biographie
Issu d'une famille de la petite noblesse, Gavriil Andreïevitch Sarytchev entre au Corps des cadets où il étudie les mathématiques, la géographie et la navigation. Il en sort diplômé en 1778 et devient garde-marine. Il sert alors sur une frégate en Baltique.
Sarytchev commence sa carrière dans la Marine impériale russe en 1778. Enseigne de vaisseau, il est sur le Noli me tangere sur les côtes de la France, du Portugal et de l'Afrique.
Remarqué pour ses capacités en hydrographie, il est affecté au début de 1785 à l'expédition de Joseph Billings dont les buts sont de déterminer les coordonnées de l'embouchure de la Kolyma, de cartographier la péninsule Tchouktche jusqu'au cap Dejnev et de trouver une route vers l'Amérique.
De 1785 à 1794, il est le cartographe de l'expédition de l'officier de la Royal Navy au service de la Russie impériale Joseph Billings vers l'Alaska. Il est promu capitaine-lieutenant durant l'expédition puis capitaine de frégate. Sarytchev décrit et cartographie les côtes de la mer d'Okhotsk à Aldoma (en) et plusieurs des îles Aléoutiennes (en particulier Unalaska). Il décrit également les îles Pribilof, Saint-Matthieu, Saint-Laurent, Gvozdev et King Island.
Capitaine de vaisseau (1796) puis capitaine-commandeur (1801), de 1802 à 1806, Sarytchev mène diverses expéditions hydrographiques en mer Baltique. Promu contre-amiral en 1803, il entre au Collège de l'Amirauté ainsi qu'en avril 1809 à l'Académie des sciences. Il est récompensé aussi des ordres de Saint-Vladimir, Sainte-Anne et Alexandre-Nevski.
Vice-amiral (1808), en 1820, il organise avec Vassili Golovnine, une importante expédition de deux détachements dont les bases se situeront aux embouchures de la Iana et de la Kolyma. L'objectif est de découvrir la Terre de Sannikov ou de prouver qu'elle n'existe pas. Le premier groupe est confié à Piotr Fiodorovitch Anjou et le second à Ferdinand von Wrangel.
Chargé de recherches hydrographiques en Russie, il devient en 1827, hydrographe général de la flotte russe. En 1826, il dirige la rédaction de L'Atlas de la partie septentrionale de l'Océan Pacifique. Amiral (1829), il occupe le poste de ministre de la Marine (1829-1830) mais meurt du choléra le 30 juillet 1831 à Saint-Pétersbourg.